# روبرت هانسن (ممثل)
روبرت هانسن (بالدنماركية: Robert Hansen)‏ هو ممثل دانمركي، ولد في 5 اكتوبر 1979.

## وصلات خارجية
- روبرت هانسن على موقع IMDb (الإنجليزية)
- روبرت هانسن على موقع ألو سيني (الفرنسية)
- روبرت هانسن على موقع أول موفي (الإنجليزية)
- روبرت هانسن على موقع قاعدة بيانات الأفلام السويدية (السويدية)
- روبرت هانسن على موقع قاعدة بيانات الفيلم (الإنجليزية)
- روبرت هانسن على موقع كينوبويسك (الروسية)